# Yrjö Kivivirta
Yrjö Kivivirta (* 2. August 1906 in Fiskars) war ein finnischer Skispringer.
Kivivirta erreichte bei der Nordischen Skiweltmeisterschaft 1926 in Lahti mit zwei Sprüngen auf jeweils 33,5 Meter und damit 103,50 Punkten den 5. Platz beim Springen von der Normalschanze. 1931 wurde er finnischer Meister.